# Греков, Алексей Маратович
Алексей Маратович Греков (21 сентября 1962, Москва — 7 ноября 2001) — российский модельер и художник. Лауреат российских и международных конкурсов в области моды. Основатель дома моды «Grekoff».

## Биография
Алексей Греков родился в Москве, после того, как его мать, историк, получила назначение в Севастополь — переехал и воспитывался в этом городе. С детства мечтал стать модельером. По ночам шил джинсы. Служил в армии. После демобилизации поступил в Московскую государственную текстильную академию, на курс моделирования костюма. Текстильную академию закончил с отличием, участвовал в конкурсе молодых стилистов Nina Ricci.
Переехал в Италию, где занимался моделированием обуви.
В 1991 году вернулся в Россию, где создал дом моды «Grekoff», использовавшим стиль «неоклассицизм».
В 1992 году компания открыла магазин на Ленинском проспекте.
Не участвовал в «Неделях моды», предпочитая собственные показы. Как вспоминает Ирина Дмитракова «В модной тусовке знали, что половина его коллекций раскупается еще до официальных показов на подиумах». Не ограничивался высокой модой, и настоящим прорывом стали его модели джинсов, адаптированные к фигурам и климату России. Носить эти джинсы было признаком хорошего вкуса. Среди его работ есть кафтаны в русском стиле с лацканами, расписанными по мотивам Билибина. Скончался во сне.

## Семья
Жена — Наталья, модельер, дочь — Дарья, модельер.